# Büttel (Elbe)
Büttel (niederdeutsch: Büddel) ist eine Gemeinde im Kreis Steinburg in Schleswig-Holstein.

## Geografie und Verkehr

### Geografische Lage
Das Gemeindegebiet von Büttel (Elbe) erstreckt sich östlich direkt angrenzend von Brunsbüttel am Ufer der Unterelbe im Naturraum Wilstermarsch. Der Elbdeich verläuft hier etwas landeinwärts (nördlicher) und gibt ein Vorland im Uferbereich frei, welches als Retentionsfläche für Hochwasserstände im Ästuar dienlich ist. Es steht unter Naturschutz und wird im Volksmund „Außendeich“ oder niederdeutsch „Butendiek“ genannt. Hier befindet sich mit der „Bösch“ eine Erhöhung, die früher als Lotsenstation diente. Der ehemals Burg-Kudensee-Kanal (auch Bütteler Kanal) genannte Wasserlauf verläuft etwa in Nord-Süd-Richtung durch die Gemarkung, ist heute aber für die Schifffahrt mit heutigen Schiffsabmessungen deutlich zu eng. Sein direkter Zugang zur Elbe ist heute verschlossen. Es erinnert nur noch das alte Schleusengebäude an den einstigen Handelshafen, der einen direkten Zugang zur Elbe hatte.

### Ortsteile
Die Gemeinde Büttel gliedert sich siedlungsstatistisch in die Ortsteile des namenstiftenden Dorfes und die Häusersiedlungen Kuhlen und Nordbüttel.

### Nachbargemeinden
Angrenzende Gemeindegebiete von Büttel sind:
|                                  | Kudensee                                    |                   |
| Brunsbüttel (Kreis Dithmarschen) | Kompassrose, die auf Nachbargemeinden zeigt | Sankt Margarethen |
|                                  | Krummendeich (Kreis Stade)                  |                   |

### Geologie
Das Gemeindegebiet ist auf Marschland gebettet, welches Bestandteil der Flussmarsch im Bereich des historischen Elbe-Urstromtals ist.

## Geschichte
Büttel wurde erstmals 1318 erwähnt, die Siedlung stammt aber wohl schon aus der Frankenzeit. Bei einem Gefecht, das sich der holsteinische Graf Gerhard III. im Jahr 1331 mit dem dänischen König lieferte, hat ein Bütteler Bürger Gerhard das Leben gerettet, woraufhin dieser den Ort Büttel von der Steuerpflicht befreite.
In Karten des 17. und 18. Jahrhunderts erscheint der Ort auch als Dickbüttel oder Dieckbüttel.
Im Jahr 1765 wurde der Kanal nach Kudensee fertiggestellt. Er diente vor allem dem Transport von Torf, der in Büttel auf Elbschiffe umgeladen wurde. Mit dem Bau des Nord-Ostsee-Kanals wurde der Hafen von Büttel aber schnell vom benachbarten Brunsbüttel überflügelt. Dem Ausbau des Brunsbütteler Ostermoors zum Standort der Chemieindustrie mussten bis 1979 750 Bütteler Einwohner weichen, die umgesiedelt wurden. Von über 200 Gebäuden stehen heute in Büttel nur noch 17.

## Politik
Da die Gemeinde weniger als 70 Einwohner hat, hat sie eine Gemeindeversammlung anstelle einer Gemeindevertretung; dieser gehören alle Bürger der Gemeinde an.

## Natur
Der Außendeich war in den Jahren 1965 bis 1975 geprägt durch Wiesen mit Kühen. Kiebitze hatten ihre Gelege dort, die von den Kühen nicht zertreten wurden. Störche waren ebenso anzutreffen wie viele (Mehl-)Schwalben, die an den Häusern unter den Dachüberständen ihre Nester hatten. Die Gräben am Deichfuß im Außendeich waren braun von den Wasserflöhen darin. Stichlinge zu Hunderten, Kaulquappen, Sumpfdotterblumen, Sauerampfer wie auch vereinzelt Eidechsen boten eine Vielfalt, wie sie seit etwa 1980 nicht mehr anzutreffen ist. Die Gräben beherbergen jetzt nur noch Braunalgen, die in den überdüngten Gräben überleben konnten.
Um etwa 1970 wurde durch Aufspülung der westliche Teil des Außendeiches (nicht der Deich, sondern das Land) erhöht. In der Elbe wurde im Sommer gebadet, entweder direkt im kälteren Stromwasser oder bei Flut direkt hinter der Böschung aus Granitsteinen und einer Palisadenwand. Dort befindliches flaches, von der Sonneneinstrahlung erwärmtes Wasser war Lieblingsbadestelle der Kinder und ebenso Aufenthaltsort junger kleiner Fische.
Südlich des Elbdeiches liegt im Gemeindegebiet ein Teil des europäischen NATURA 2000-Schutzgebietes FFH-Gebiet Schleswig-Holsteinisches Elbästuar und angrenzende Flächen. Es umfasst neben den Marschflächen auch den Strom der Elbe bis zur Landesgrenze mit Niedersachsen in der Strommitte.

## Wirtschaft und Infrastruktur

### Allgemeine Wirtschaftsstruktur

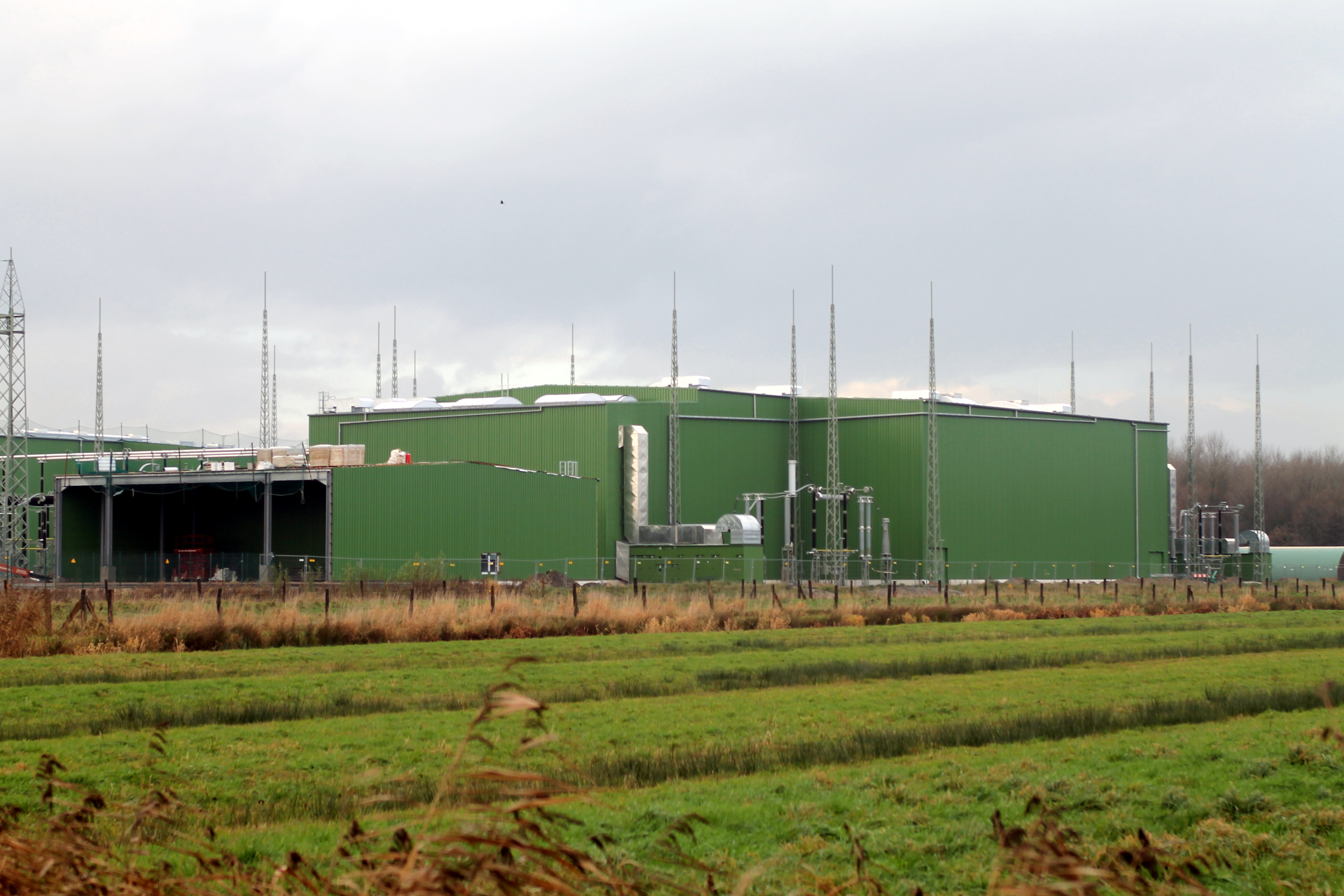
Stromrichterstation Büttel

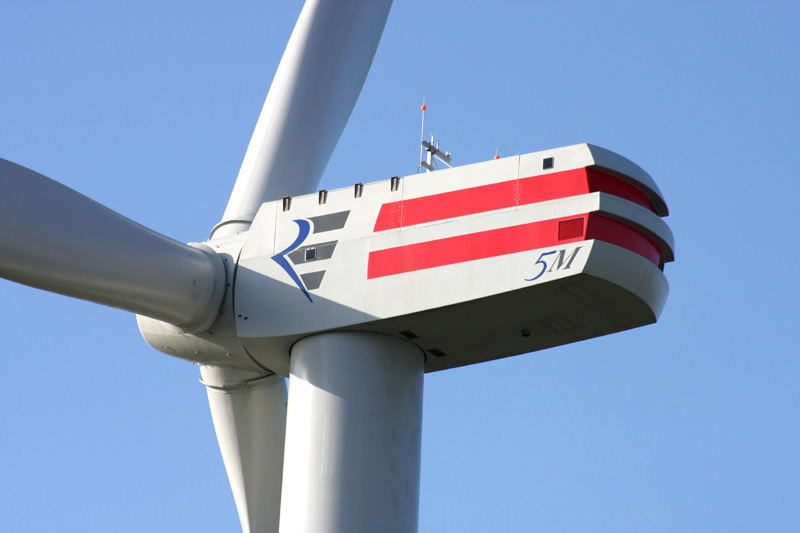
Die Gondel einer der fünf Windkraftanlagen

Die Gemeinde wandelte sich von einem landwirtschaftlich geprägten Ort zu einem mit industriellen und gewerblichen Ansiedlungen.
Nördlich von Büttel befindet sich am Umspannwerk Büttel eine Stromrichterstation, an der die von den in Bau befindlichen Offshore-Windparks kommenden HGÜ-Leitungen HelWin 1 und SylWin 1 enden und die Einspeisung in das 380-kV-Verbundnetz erfolgt.
Auf der Gemarkung der Gemeinde wurden 13 Windkraftanlagen errichtet. Der Windpark Büttel-Holstendamm besteht aus fünf Windkraftanlagen vom Typ REpower 5M mit jeweils 5 MW Nennleistung, 126 m Rotordurchmesser und 117 m Nabenhöhe. Die Anlagen wurden vor Ort in einer demontierbaren Montagehalle endgefertigt, um aufwändige Transporte der 400 Tonnen schweren Maschinenhäuser zu vermeiden. Ursprünglich sollte der Windpark vom Errichter REpower direkt betrieben werden, später übernahm der Investor Allianz SE den Betrieb.
Eine weitere Windkraftanlage vom Typ REpower 5M, die der Prototyp dieser Anlagen war und die noch drei Meter höher ist als die in Büttel-Holstendamm, befindet sich im nahegelegenen Brunsbüttel.
Auf der Gemarkung der Gemeinde Büttel befinden sich auch mehrere große Photovoltaik-Anlagen. Mit einer Gesamtleistung von etwa 87 MWh hat Büttel damit deutschlandweit die größte Pro-Kopf-Leistung durch Photovoltaik.

### Verkehr
Durch den nördlichen Außenbereich der Gemeinde führt im Motorisierten Individualverkehr die Trasse der Bundesstraße 5 im Abschnitt zwischen Brunsbüttel und Itzehoe. Die Anschlussstelle Brunsbüttel Süd am Beginn der östlichen Brückenrampe zur Hochbrücke Brunsbüttel liegt am Nordwestlichen Rand im Gemeindegebiet. Die Dorflage der Gemeinde, diese befindet sich als Straßendorf am Elbdeich, wird dagegen über die Anschlussstelle Sankt Margarethen und die dort in südlicher Richtung anschließende Bundesstraße 431 und weiter die Steinburger Kreisstraße 63 erreicht.
Am nördlichen Rand des Gemeindegebiets kreuzt unterhalb der Hochbrücke der zuvor grob in Parallellage mit der Bundesstraße 5 von Wilster aus verlaufende Marschbahnabzweiger als Bahntrasse im Güterverkehr. Auf dieser Strecke fand bis 27. Mai 1988 auch noch Personenverkehr statt. Heute dient sie dem Zubringerverkehr für die örtlich ansässigen Betriebe in den gemeindlichen Industriegebieten von Brunsbüttel und Büttel.

## Persönlichkeiten
- Max Gehlsen (1881–1930), Maler und Musiker
- Elfriede Kaun (1914–2008), Leichtathletin

## Bilder

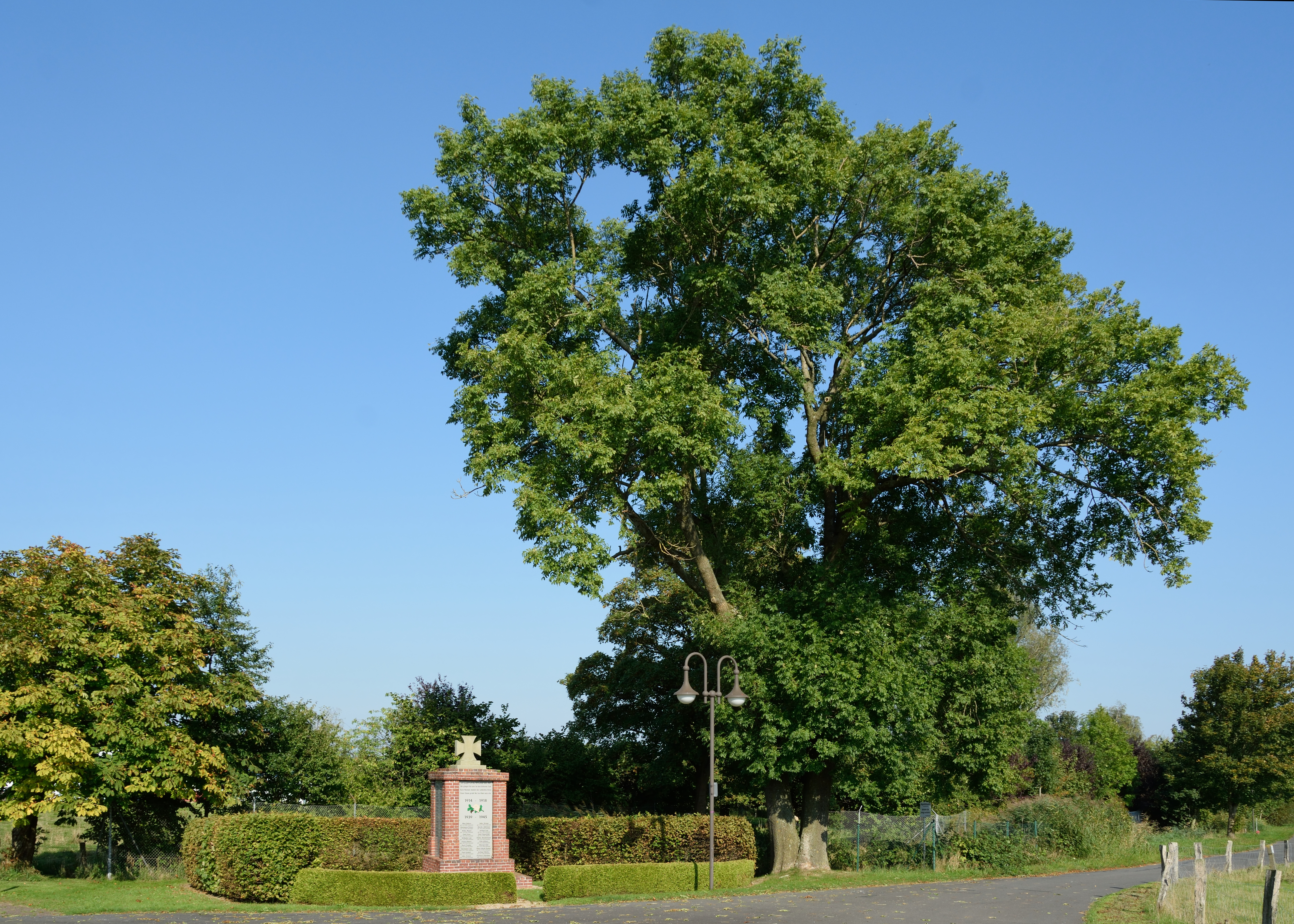
Ehrenmal in Büttel